# Guy Tachard

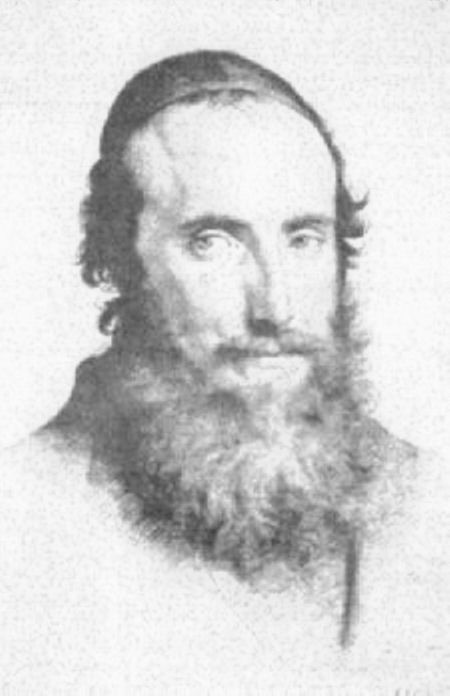
Guy Tachard (1651–1712)

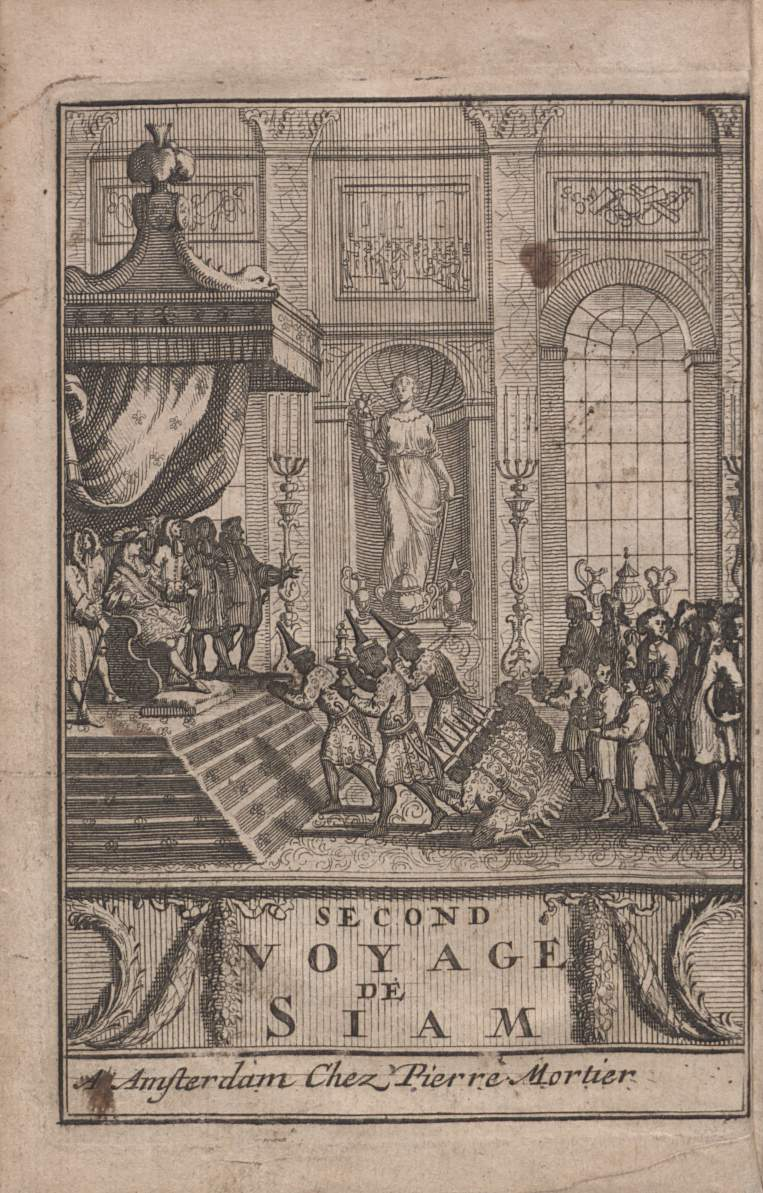
Second voyage du père Tachard et des Jésuites envoyez par le roy au Royaume de Siam, 1689

Guy Tachard (Pater Tachard; * 1651 in Marthon bei Angoulême; † 1712 in Chandannagar, Indien) war ein französischer Jesuit, Missionar und Mathematiker. Er war zweimal am Hof des siamesischen Königs Narai (1685 und 1687).

## Leben
1680 ging Tachard mit Jean II. d’Estrées in die Karibische Inselwelt.
Tachard starb 1712 auf seiner letzten Asienreise im indischen Chandannagar.

### Erste Reise nach Siam (1685)
1685 wurde Tachard mit fünf jesuitischen Missionaren unter dem Prior Jean de Fontenay nach Siam entsandt, die von dem Chevalier de Chaumont und dem Abbé de Choisy angeführt wurden. Zu ihrem Schutz wurde der Marineoffizier Claude de Forbin (1656–1733) abkommandiert, der zwei Schiffe anführte. Die Jesuiten befanden sich auf einer Missionsreise nach Indien und China. Die Mission erreichte den Abschluss eines Handelsvertrages zwischen Siam und Frankreich.
Die beiden Schiffe der Gesandtschaft, die von Kosa Pan geleitet wurde, kehrten zusammen mit siamesischen Botschaftern nach Frankreich zurück. Sie trafen im Dezember 1688 auch mit Papst Innozenz XI. zusammen, wobei Tachard einen Brief von König Narai übersetzte.

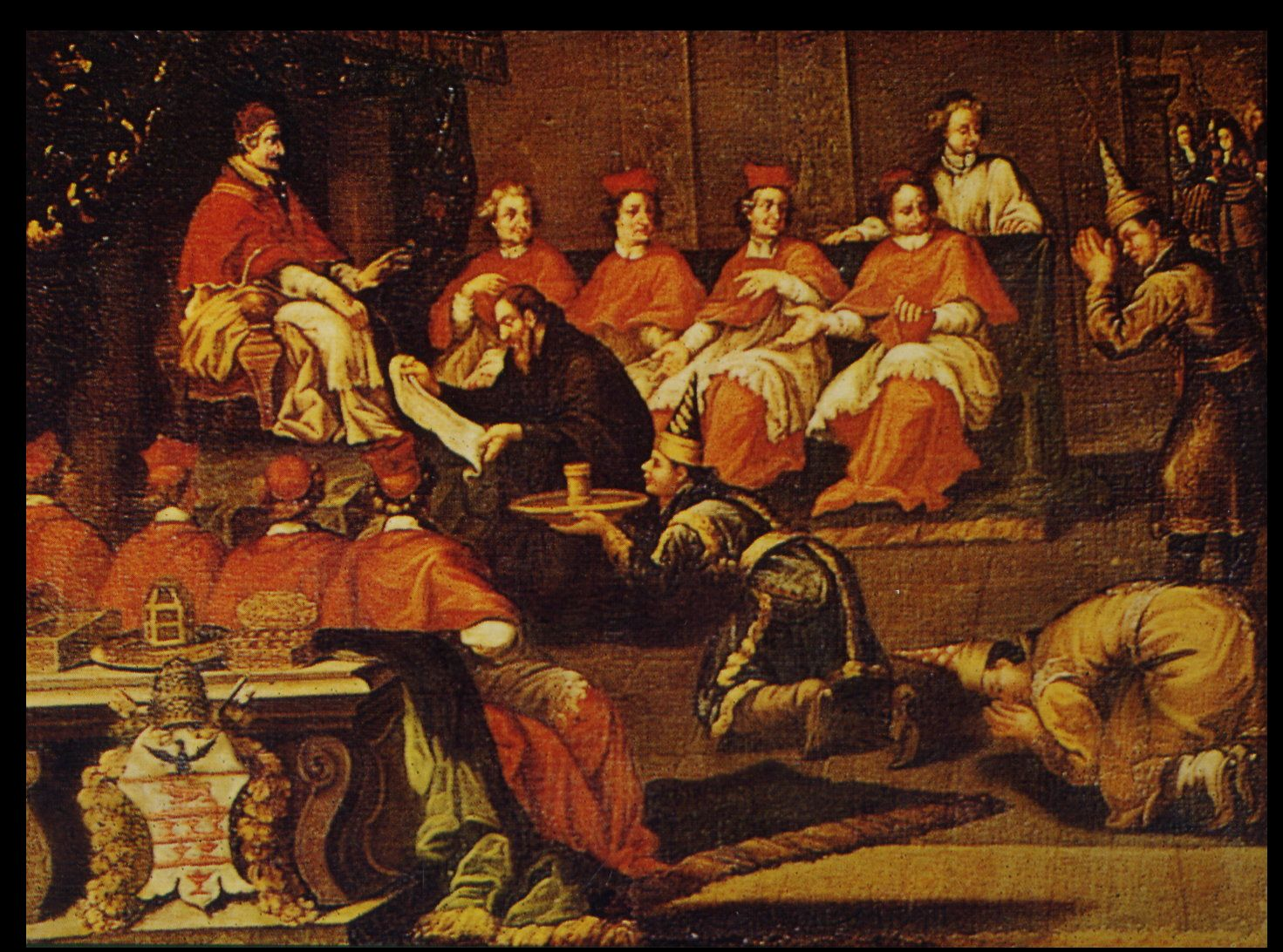
Guy Tachard übersetzt einen Brief von König Narai vor Papst Innozenz XI. (Dez. 1688)

### Zweite Reise nach Siam (1687)
Auf einer weiteren Reise ging Tachard im März 1687 unter Simon de La Loubère nach Siam. Fünf Kriegsschiffe unter Admiral Desfarges brachten die siamesischen Gesandten in die Heimat zurück. Diese Mission hatte wenig Erfolg, lediglich der vorher abgeschlossene Handelsvertrag wurde bestätigt. Die politische Situation in Ayutthaya war angespannt, viele Adlige waren unzufrieden mit dem wachsenden Einfluss der Ausländer am Hofe, insbesondere dem des Kanzlers Constantine Phaulkon. Der militärische Anführer der Franzosen benahm sich wenig diplomatisch und brachte zahlreiche Mitglieder des Hofes gegen die Franzosen auf. Im weiteren Verlauf konnte der Emporkömmling Phetracha die Gunst der Stunde nutzen, den König Narai stürzen und umbringen lassen sowie sich selbst auf den Thron setzen lassen.
Tachard kehrte vorher als „Außerordentlicher Botschafter des Königs von Siam“ in Begleitung von Ok Chamnan nach Frankreich zurück.

## Dritte Reise nach Siam (1690)
Vor seiner dritten Reise nach Siam fand die sogenannte Revolution von 1688 statt, infolge derer König Narai hingerichtet und Phetracha als neuer König den Thron bestieg. Tachard hatte keine Kenntnis dieser Ereignisse, machte sich auf den Weg und kam bis Pondicherry in Indien, wo er vergeblich auf die Genehmigung seiner Einreise nach Siam wartete. Er kehrte deshalb unverrichteter Dinge nach Frankreich zurück.

## Vierte Reise nach Siam
1699 reiste Tachard erneut nach Siam und traf seinen alten Freund Kosa Pan, den Außen- und Handelsminister unter König Phetracha. Die Begegnung wird als äußerst formell beschrieben; sie führte zu keinen Ergebnissen.

## Werk
- Voyage de Siam des pères jésuites envoyez par le Roy aux Indes et à la Chine. Arnould Seneuze et Daniel Horthemels, Paris 1686 (online bei Google Books).
- A relation of the voyage to Siam : performed by six Jesuits sent by the French king, to the Indies and China in the year 1685, 1688.
- Second voyage du père Tachard et des Jésuites envoyez par le roy au Royaume de Siam. Pierre Mortier, Amsterdam 1689.
- Guy Tachard, Michael Smithies, Choisy, Simon de la Loubère: A Siamese Embassy Lost in Africa 1686 : the odyssey of Ok-khun Chamnan. Silkworm Books, Cape of Good Hope (South Africa) 2000, ISBN 974-7100-95-9.